# 奥克塔夫·米尔博
奥克塔夫·米尔博（Octave Mirbeau，1848年2月16日—1917年2月16日)，法国记者、艺术评论家、小说家、剧作家。米尔博是克劳德·莫奈和奥古斯特·罗丹的好朋友。他在法国诺曼底一生大半时间从事文学创作，曾发表约1200篇具有影响力的短篇文章和小说，代表作有三部自传体小说 Le Calvaire, L’Abbé Jules 和 Sébastien Roch，以及后来的《女生日记》、《秘密花园》、《天空》。《秘密花园》是其定鼎之作，在19世纪西方文学界产生过巨大影响。 米尔博是一个在欧洲享有知名度， 并且深受群众，先锋派艺术以及文学人士认可的人士。他的作品已被译成了30多种文字。但同时，他也是一个颇有争议的人物。由于无论在政治问题还是社会问题上，他都让
当权者感到不安，在他死后，他仍旧受到近半个世纪的批判。

## 生平
米尔博是公证人的孙子，医生的儿子。他在诺曼底长大，并在瓦讷上中学。 他十五岁被学校赶了出来。高中毕了业以后，他读了一段法学院。可是因为缺乏兴趣，他最后就放弃了。回到了儿时的村落，他当起了公证人的助理。在1870年普法战争中应征入伍。这一段伤痛的经历给他的文学作品提供了许多素材。
1870年普法战争结束两年以后，米尔博被波拿巴党的领导人雇佣做私人秘书。他的记者生涯是在跟随波拿巴党以后开始的。他最开始写的作品都是以代笔者身份而写的。不久后，他便开始以自己的名义写书来表达他个人的道德观。作为无政治主义者以及德雷福斯支持者，米尔博代表了一代参与民事的文学者。他保持着政治独立性并且坚持他自己的信仰，那就是人的主要任务就是保持清醒。
米尔博卒于1917年。死后被葬在巴黎十六区。
作为艺术评论家，米尔博曾为他所喜爱的艺术家唱过赞歌。比如，奥古斯特·罗丹，克劳德·莫內， 卡米耶·毕沙罗，保罗·塞尚，保罗·高更，奥古斯特·雷诺阿。米尔博也是文森·梵高最早的鼓吹者之一。

## 文学创作
在写完10本以代笔者身份写的书以后，米尔博开启了他自己的文学之路。他的第一本书叫做 Le Calvaire，发表于1886年。1888年，米尔博出版了 L’Abbé Jules。1890年, 米尔博出版了 Sébastien Roch。
不久后，米尔博经厉了严重的文学以及存在感危机，但他仍旧出版了一个作品, Dans le ciel。在德雷福斯事件发生以后，米尔博变得更加的悲观。他出版了两本被评判为道德沦丧的作品, Le Jardin des supplices (秘密花园) 以及 Le Journal d'une femme de chambre。在这两本书里，米尔博使用了非传统的写作习俗，例如拼贴技术，它违背了逼真以及虚幻可信度的准则，也违抗了某些虚伪的社会习俗。
在米尔博最后出版的两本小说里，他则更加远离写实主义。他在作品里增加了许多的幻想类元素， 甚至把他自己的猫和狗撰写成主人公。

## 舞台剧创作
米尔博在舞台艺术领域以现代悲剧，1897年的 Les Mauvais bergers ，迈出了他的第一步。而1903年的话剧 Les affaires sont les affaires (生意就是生意) 使他闻名于世。这是一部拥有莫里哀特色的讽刺喜剧。
1908年，经过一个漫长的法律和媒体战争，米尔博的话剧 Le Foyer 终于在巴黎的法兰西喜剧院, Comédie-Française，上演。在这部作品当中，米尔博引入了一个新的遭忌讳的话题，那就是在一个表面上慈善的住宅里发生的对青少年的经济剥削和性侵犯。
米尔博同时也写了六个仅有一个场景的话剧，以 Farces et moralités 之名在1904年出版。在这六个作品里，米尔博可以说是铺垫了贝托尔特·布莱希特，哈罗德·品特，还有欧仁·尤内斯库 的话剧风格。他对语言的表达方式提出挑战，使律法不再神秘，使政治家的谈话受到讥讽，并使爱情的对话遭到嘲讽。

## 评价
米尔博从未被遗忘过。他的作品一直在被出版发表。但他撰写的大量文学作品中只有三部被读者熟知。他的文学表现方式及政治观点一直饱受批评。
但最近几年，米尔博开始被重新研究评价。他在19世纪末到一站结束前（美好年代）的期间对文学，艺术，以及政治上的贡献开始被认可。

## 作品

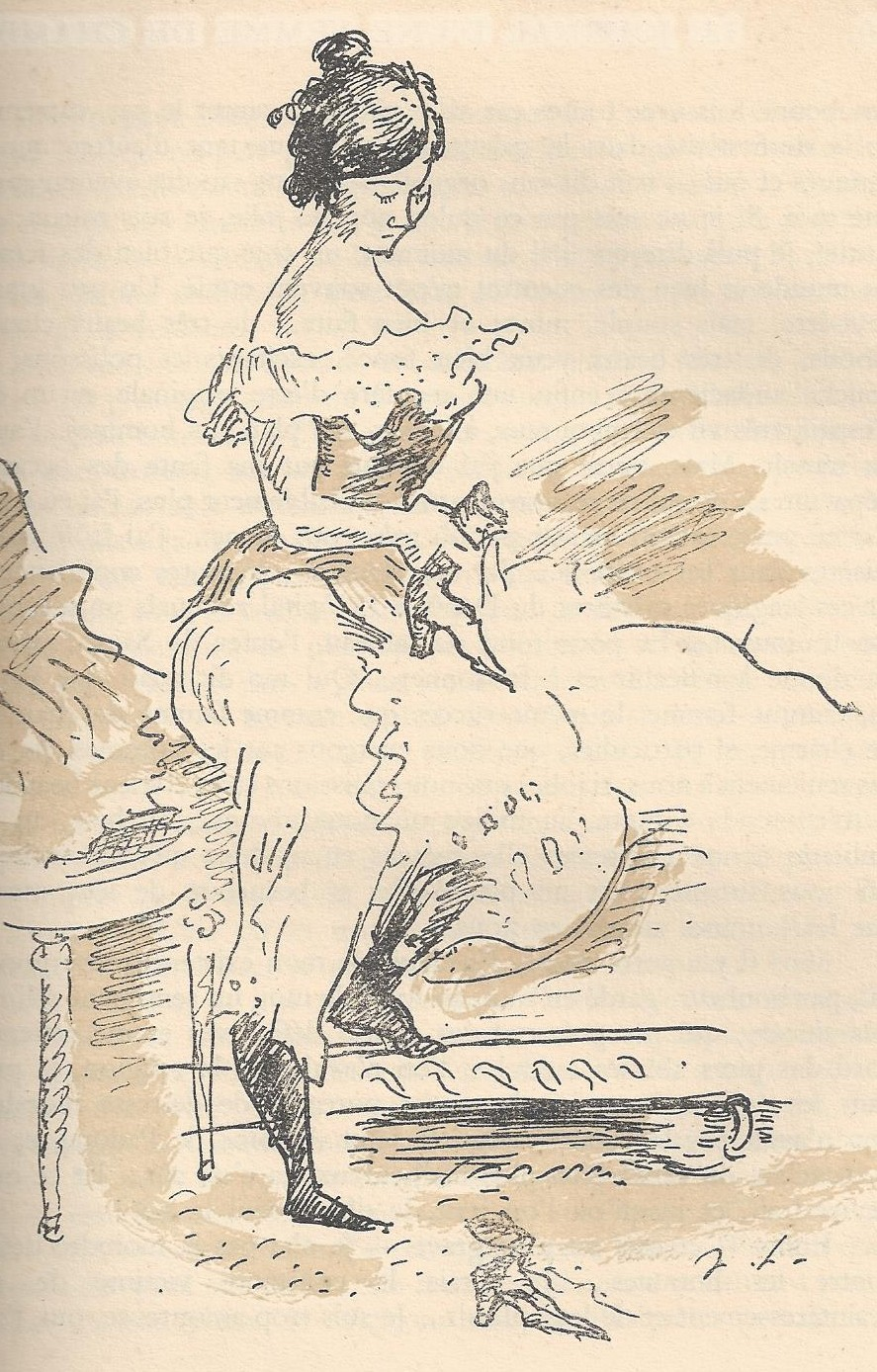
Jean Launois, 厨娘日记, 女生日记, 1935

- Lettres de ma chaumière (自我故鄉的信) (1885).
- Le Calvaire (1886).
- L'Abbé Jules (1888).
- Sébastien Roch (1890).
- Dans le ciel (天空) (1893-1989).
- Contes de la chaumière (1894).
- Les Mauvais bergers (工女马得兰) (1897).
- Le Jardin des supplices (秘密花园) (1899).
- Le Journal d'une femme de chambre (厨娘日记, 女生日记, 女仆日记) (1900).
- Les 21 jours d'un neurasthénique (1901)

(一个神经衰弱者的二十一天, 1996).
- Les affaires sont les affaires (生意就是生意) (1903).
- Farces et moralités (1904).
- La 628-E8 (1907).
- Le Foyer (1908).
- Dingo (1913).
- Les Mémoires de mon ami (1919).
- Un gentilhomme (1920).
- Contes cruels (1990).
- L'Affaire Dreyfus (1991).
- Lettres de l'Inde (1991).
- Combats esthétiques (1993).
- L'Amour de la femme vénale (1994).
- Combats littéraires (2006).
- Correspondance générale(2003-2005-2009).